# Francesco Reina
Francesco Reina (Lugano, 4 marzo 1766 – Canneto sull'Oglio, 12 novembre 1825) è stato un letterato italiano, uomo politico, fu membro del Gran Consiglio della Repubblica Cisalpina.
Fu imprigionato dagli Austriaci. Dopo la battaglia di Marengo del 1800, fu liberato e divenne consigliere legislativo della repubblica.
Raccolse e ordinò gli scritti inediti del Parini, suo maestro, e  fece fare una ristampa di queste opere.

## Fonti
- Almanacco italiano 1972, volume LXXII, Firenze, by C.E.Giunti Bemporad Marzocco, 1971.